# Селець (Житомирський район)
Селець — село в Україні, в Житомирському районі Житомирської області. Населення становить 300 осіб.
В селі працює 9-річна школа, поштове відділення, клуб, бібліотека, магазин.

## Постаті
- Чернюк Юрій Петрович (1985-2023) — сержант Збройних сил України, учасник російсько-української війни.
- Кунах Віктор Анатолійович (* 1946) — генетик, член-кореспондент Національної академії наук України.

## Історія
Село виникло в сиву давнину. На його землях знайдено залишки древлянського городища. Городище було розміщене біля річки Очеретянка між Сельцем і Браженкою. Оглядаючи дане місце, можна зробити висновок, що воно в свій час було побудоване як фортеця. Звичайно, легенди ходять різні. І в них воно називається Замчиськом, Княжа Гора, Панська гора і просто Гора. Але із огляду видно, що це було укріплення і місце для його побудови вибране дуже зручно, з урахуванням навколишнього рельєфу.
В укріпленні було все: і свої погреби, і міцні стіни і навіть колодязь. Звідси на далеку віддаль проглядалась вся навколишня місцевість. Так що не поміченим підійти до будинків, що тут розміщувались, було неможливо. Є легенда, що тут стояла церква, яка потім затонула.
Таких легенд в цьому краї багато. Напевно, дійсно в таких місцях стояли древлянські язичницькі святилища, які при зміні релігії були знищені і народу повідомили, що вони пішли в підземелля. Бо віруючий у ці божества ще довго, щоб загодить язичницьких богів, приносив їм жертвоприношення. Звичайно Панська гора була тоді і житлом можновладців. А їх обслуговувала челядь, яка тут і жила, а потім, коли вона розросталась, то пан став її переселяти за річку на «седлище», яке пізніше стало називатись «селище». А пізніше в 1593 році воно було перейменоване на Селець.
Село Селець згадується в акті від 7 жовтня 1593 року в Інвентарі маєтків, що належить панам Євстафію, Юрію, Петру і Олександру Тишкевичам-Логойським, що знаходились в Житомирському повіті, Київського воєводства. Як видно із цього Інвентарю село раніше називалось Селище, а раніше воно належало пану М'яківському. Річка Очеретянка, в той час в Браженці, Сельці називалась Бодяк. М'яківському в той час крім сіл Браженка і Селець належало ще й село Мар'янівка (тепер вулиця села Жадьки). В середині XIX століття пан Голевич одружився з сестрою пана М'яновського і останній дав у придане село Селець своїй сестрі.
У 1863 році відбулося повстання проти польських панів, яке охопило і Селець. Польські пани втекли в Польщу.
В 1850 році в селі на гроші прихожан побудовано церкву, в ім'я Покрови Пресвятої Богородиці, яка була розібрана в 1980 році. Копії метричних книг зберігаються з 1773 року.
Села приходу: Браженка при річці Бодяк — 2 верстви, Сали при річці Тростяниця, Мар'янівка, при річці Жатькове — 1 верства, Росівка при річці Тростяниця — 5 верств, Вихля при річці Тростяниця — 10 верств. В Сельці був винокурний завод. Дворів 379, прихожан 2972 душ обох статей, римокатоликів −75 душ, євреїв — 142 душі. Дзвіниця побудована в 1865 році за рахунок прихожан і казни.
Однокласне сільське училище було відкрите в 1871 році, в якому навчалось 66 учнів — 50 хлопчиків і 16 дівчаток. З 1905 року по 1908 рік вчителем працював Матвійчук Степан Миколайович.
Село — центр Селецької сільської Ради яка була створена в 1920 році. Першим головою був Сахневич Петро.
В 1929 році в селі було створено колгосп «Ленінський шлях». В селі працювала промартіль, яка мала цегельний завод, на якому виробляла цеглу. Вона видобувала і продавала білу глину, вироби з каменю (камінний кар'єр зберігається до цього часу), виробляла гончарні вироби.
В селі була базарна площа, де по середам збирався великий ярмарок, працювала хата-читальня, де читались лекції, ставились п'єси.
В період голодомору в селі померло від голоду 75 чоловік, в тому числі 15 дітей. В період репресії загинуло 26 чоловік.
У нацистсько-радянській війні брало участь 156 чоловік, загинуло 96 чоловік. Німці вигнали на каторгу в Німеччину 42 чоловіки, розстріляли 2 чоловіки.
В період окупації в селі діяла підпільна група, що входила до складу підпільної організації, яку очолював І. Ф. Бугайченко.
Про одного з ветеранів нацистсько-радянської війни — Муху Костянтина Петровича книга «Созвездие Чорноморья» розповідає наступне: «В одному з боїв, що проходив на північних схилах Бельбекської долини, гітлерівці контратакували частини 172-і дивізії. Їх зупинив прицільний вогонь кулеметника Костянтина Мухи. Він грудьми став на захист Севастополя, був важко пораненим, втратив одне око, але фашистів не пропустив. Вже будучи інвалідом, з армії не пішов, а воював скільки було сили. Останні роки проживав на своїй батьківщині в с. Селець».
В партизанських загонах з села діяли: Чернюк, Комаров, Костоглодов, Вакула.
Після війни три с/г артілі, що працювали в селі, були об'єднані в одну артіль ім. Ватутіна.
Колищній орган місцевого самоврядування — Селецька сільська рада.